# Городищенська міська територіальна громада
Городи́щенська міська громада — територіальна громада в Україні, в Черкаському районі Черкаської області. Адміністративний центр — місто Городище.
Площа громади — 371.9 км², населення — 23 210 мешканців (2020).
Громада утворена 2020 року зі складу Городищенської міської ради, Валявської, Орловецької, Петропавлівської сільських ради та Хлистунівської сільської громади, утвореної ще 2018 року зі складу Дирдинської, Калинівської, Ксаверівської, Хлистунівської сільських рад та Цвітківської селищної ради.

## Склад
До складу громади входять:
| Населений пункт     | Населення, осіб (1989) | Населення, осіб (2001) |
| ------------------- | ---------------------- | ---------------------- |
| Валява, село        | 3155                   | 2641                   |
| Городище, місто     | 16968                  | 15491                  |
| Дирдин, село        | 1529                   | 1440                   |
| Калинівка, село     | 923                    | 844                    |
| Ксаверове, село     | 588                    | 537                    |
| Набоків, село       | 564                    | 462                    |
| Орловець, село      | 2768                   | 2260                   |
| Петропавлівка, село | 1496                   | 1224                   |
| Хлистунівка, село   | 2749                   | 2429                   |
| Цвіткове, селище    | 1409                   | 1313                   |